# Hermannsburg
Hermannsburg era un municipio situado en el distrito de Celle, Baja Sajonia, Alemania. Actualmente la zona forma parte del municipio de Südheide. 
Fue reconocido como centro turístico por parte del gobierno en 1971. Estaba ubicado sobre el río Örtze, a unos 15 kilómetros de Bergen y a 30 kilómetros de Celle. Formaba parte del condado de Celle.

## Geografía

### Ubicación

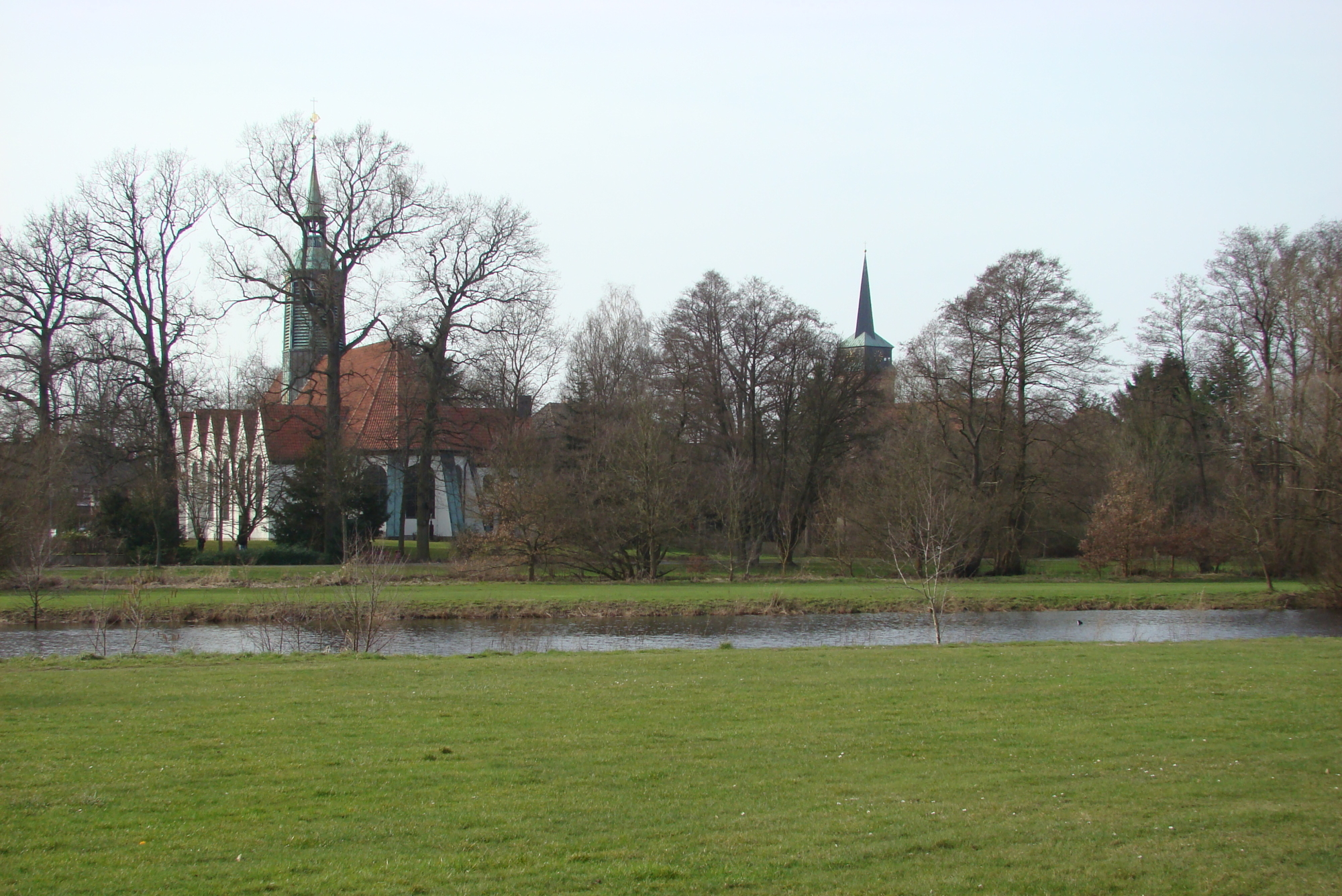
El Parque Örtze Park, Iglesia de San Pedro, San Pablo y la Gran Cruz

El Örtze fluye por el centro de Hermannsburg de norte a sur, mientras que el arroyo del Weesener Bach, el cual es conocido en Hermannsburg como el Lutterbach, cruza la zona de este a oeste y se une al Örtze cerca de la granja Lutterhof.
Hermannsburg es un centro urbano básico (Grundzentrum). El siguiente centro urbano de media orden, el pueblo de Celle, se encuentra a 28 kilómetros de allí. Hermannsburg está a 78 kilómetros al noreste de la capital estatal de Hanover y a unos 100 kilómetros al sur de Hamburgo.

### Municipalidades cercanas
Existen cuatro otras municipalidades y un pueblo que compartían frontera con Hermannsburg. Al norte está la parroquia de Wietzendorf, la cual es parte del condado de Heidkreis. Al oeste y al sur está el territorio del pueblo de Bergen, al este están las municipalidades de Unterlüß and Faßberg y la municipalidad colectiva de Eschede. Bergen, Unterlüß, Faßberg y Eschede están dentro del condado de Celle.

### División de la municipalidad
La municipalidad de Hermannsburg consistía de 6 distritos:
- Baven
- Beckedorf
- Bonstorf
- Hermannsburg
- Oldendorf
- Weesen

## Historia

### Fundación

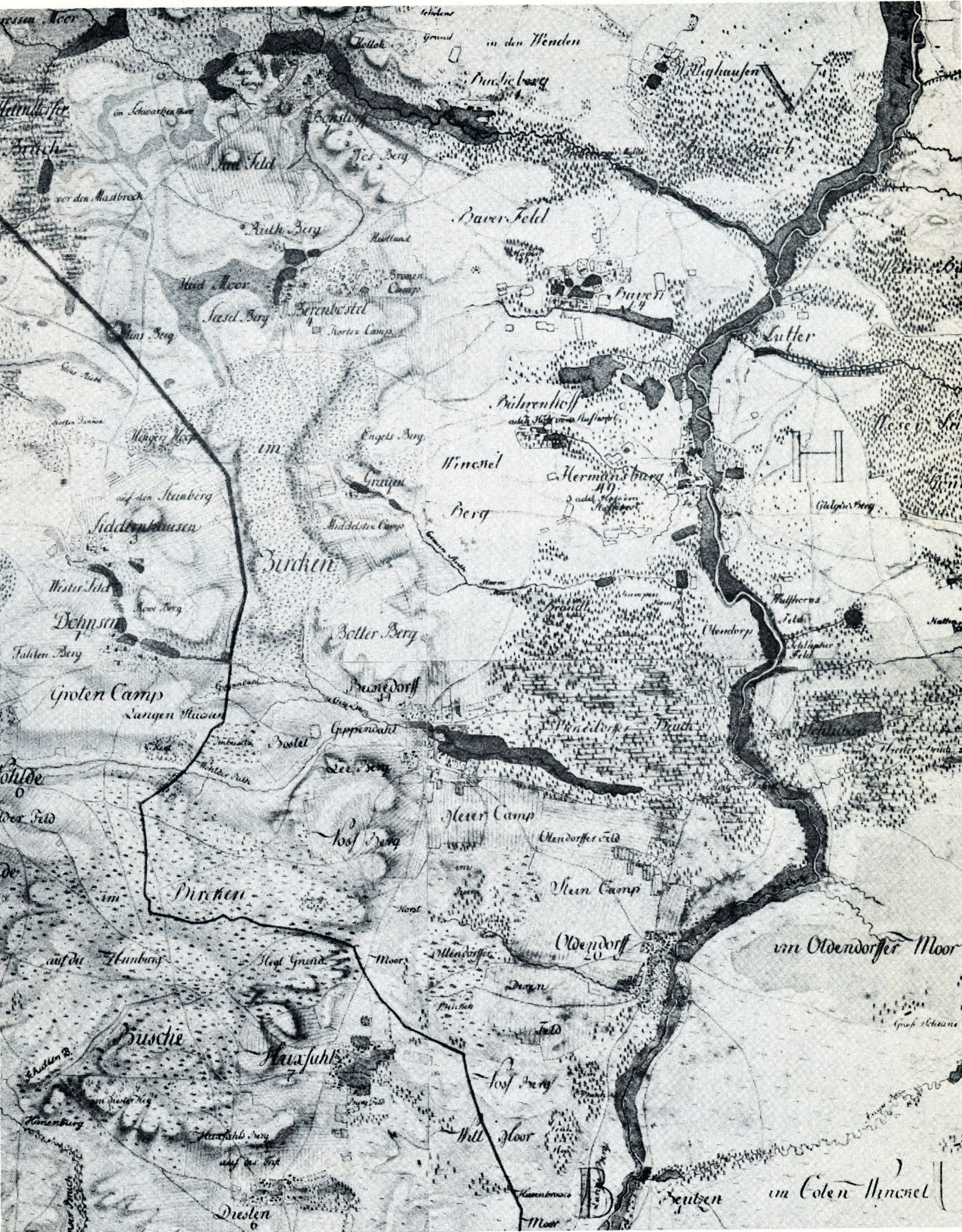
Hermannsburg y sus alrededores en el siglo XVIII

Hermannsburg es mencionado por primera vez en 1059 como Heremannesburc por el Emperador Enrique IV en un documento. No obstante, es seguro que hubo un asentamiento en esta zona antes de eso. Mientras se realizaban trabajos de construcción en la Iglesia de San Pedro y San Pablo en 1957, se encontró un crucifijo de bronce que databa del siglo X.
Además, existe evidencia de que el monje de Minden, Landolf, realizó trabajos misioneros durante el siglo IX en el valle del Örtze.  En el lugar en donde hoy se encuentra la Iglesia de San Pedro y San Pablo existía un baptisterio construido entre los años 800 y 900 A.D. por la misión cristiana enviada desde Minden. Sus cimientos también fueron descubiertos en 1957.

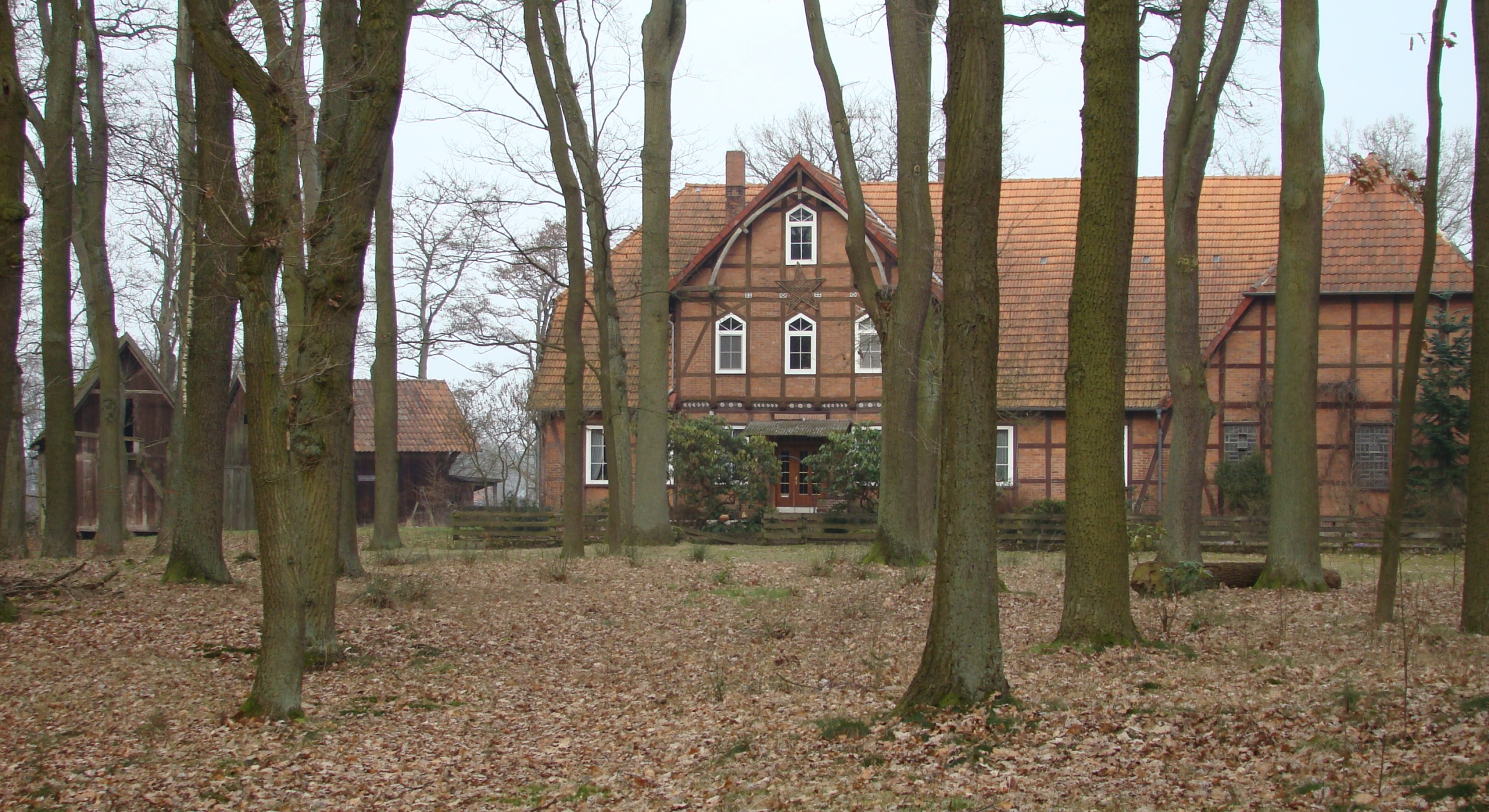
La granja Lutterhof, con viejos robles delante del edificio y graneros del tipo Treppenspeicher (construcción aledaña destinada al almacenaje y dotada de accesos por escaleras exteriores)

En la zona ya había en ese entonces ocho propiedades agrícolas; cuatro de ellas estaban al oeste del Örtze y cuatro al este de este río. Las propiedades "Lutterhof" y "Misselhorn", ambas al este del Örtze aún se encuentran allí. La antigua "Rißmann's Hof", nenombrada como "Behrenssche Hof" en 1756 por su nuevo dueño, Johann Hinrich Behrens (1730-1808), también se encuentra al este del Örtze. Fue donado por su último dueño, Heinrich Wilhelm Behrens, el 30 de enero de 1854 a la Misión de Hermannsburg. Bahrens fue entrenado como misionero y en 1857 fue enviado junto a su familia a Sudáfrica. La granja, hoy llamada "Missionshof", fue vendida el 15 de junio de 1967 por el Centro de la Misión de Hermannsburg (Missionsanstalt Hermannsburg) a la parroquia civil de Hermannsburg. Fue demolida para permitir la construcción de una escuela secundaria moderna en el lugar. Además de las ya mencionadas ocho propiedades antiguas (Einzelhöfe), también hubo varias de las llamadas Sattelhöfe, granjas alquiladas, en Oldendorf, Beckedorf, Schlüpke y Weesen, que debían proveer al castillo con mano de obra.
El nombre de la localidad se deriva de su probable fundador, el sajón Herman Billung, un vasallo de Otón I, y del anteriormente mencionado castillo o Burg. La fundación de la aldea más o menos por el año 940 está basada en el hecho que entre la iglesia y el castillo se estimaba que había unas 10 cabañas (Kötnereien) y varios terratenientes menores (Kleinbauern) y comerciantes se habían asentado allí. Esto llevó a la formación de una parroquia civil y religiosa que eventualmente se convirtió en la aldea de Hermannsburg.
La línea de sucesión de la familia Billung gobernó la región hasta que se extinguió en 1106. Luego de esto la región fue gobernada por la Casa de Welf, cuyo señorío duró hasta 1866, con interrupciones cortas durante la ocuación francesa en la Guerra de los Siete Años (1756-1763) y el periodo del reino de Westfalia (1807-1813). A partir de 1866 Hermannsburg fue parte de la provincia prusiana de Hanover. En el periodo de las reformas distritales prusianas la aldea fue asignada al distrito de Celle.

### Grandes incendios
El 14 de abril de 1667 un gran incendio comenzó en Hermannsburg. 28 casas fueron destruidas, incluyendo la escuela y la casa del sacristán (Küsterhaus).
El 9 de mayo de 1802 Hermannsburg experimentó otro terrible incendio. El distrito de oficinas (Amtshaus) se quemó junto con sus construcciones anexas, un total de 13 hogares y 21 otros edificios. La "extraordinaria violencia" del incendio empobreció a muchos aldeanos, la mayoría de los cuales pudo salvar muy poco o nada.

### Celebración del milenio
En 1973, Hermannsburg celebró su milenio en el 1000 aniversario de la muerte de Hermann Billung (27 de marzo de 1973).

### Importancia de la iglesia y la misión
El pastor evangélico-luterano Louis Harms tiene un significado especial para Hermannsburg. En 1849 fundó el seminario de la misión de Hermannsburg, una escuela de entrenamiento para misioneros, de la cual la Misión de Hermannsburg (hoy en día: Misión Evangélica-Luterana en Baja Sajonia) fue desarrollada y trabajó especialmente en la región de África (especialmente en el sur del continente y Etiopía). Como representante del movimiento del avivamiento también tuvo un impacto en las decisiones a largo plazo de la vida religiosa de la localidad. Este impacto tuvo, entre otros, la consecuencia de que, en 1878, debido a la preocupación sobre la supresión de la confesión luterana para convertirla en un cuerpo eclesial luterano independiente de la "antigua confesión" (altkonfessionell) - la Iglesia Hanoveriana Libre Evangélica-Luterana, una predecesora de la actual Iglesia Evangélica Luterana Independiente. A partir de 1846, se celebra el festival de la misión en la epifanía (en intervalos irregulares) y una vez al año en la víspera de San Juan. Incluso hoy en día, el festival de la misión es celebrado en un fin de semana cerca del 24 de junio en el parque del seminario de la misión.

## Iglesias

### Iglesia de San Pedro y San Pablo

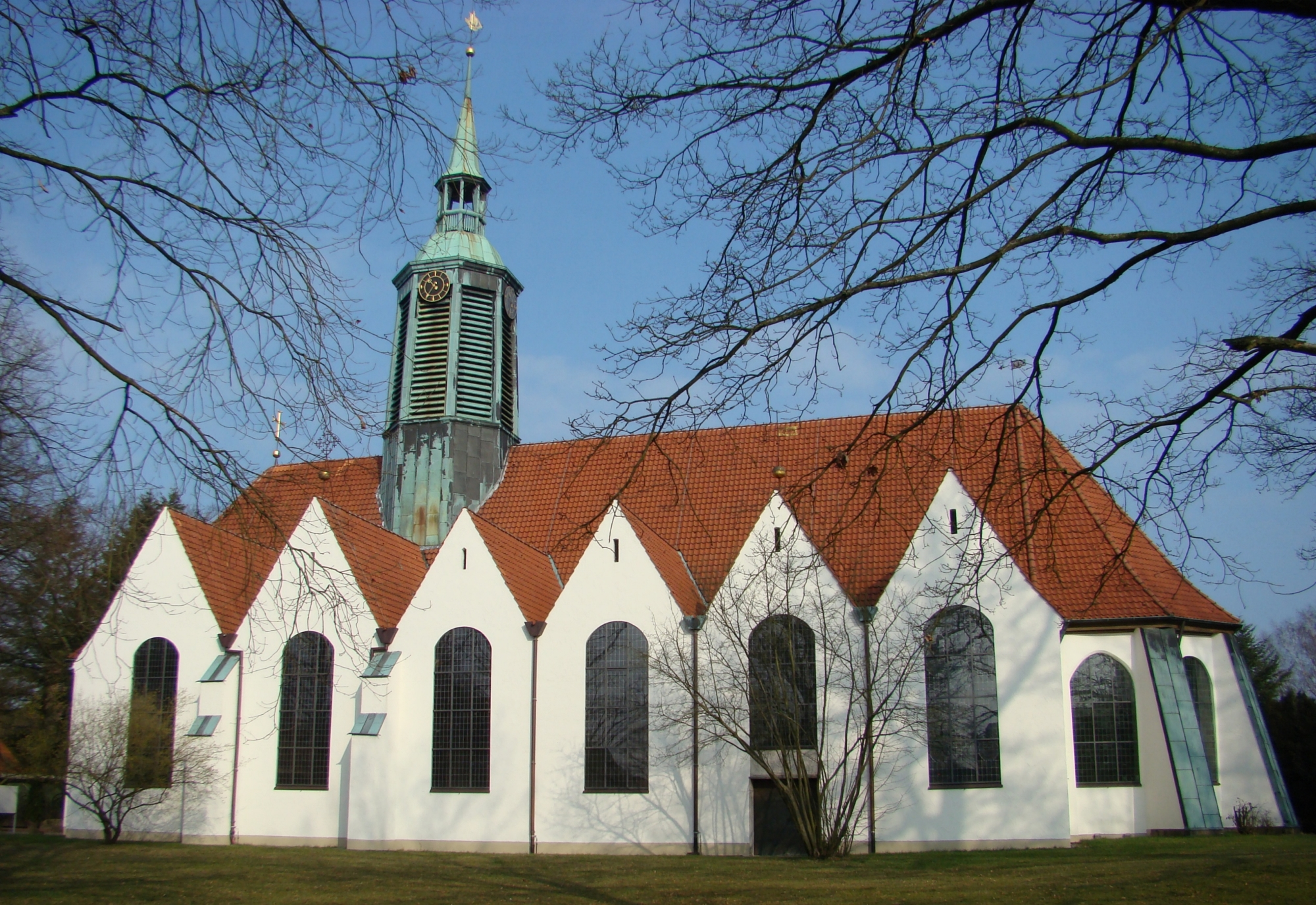
San Pedro y San Pablo.

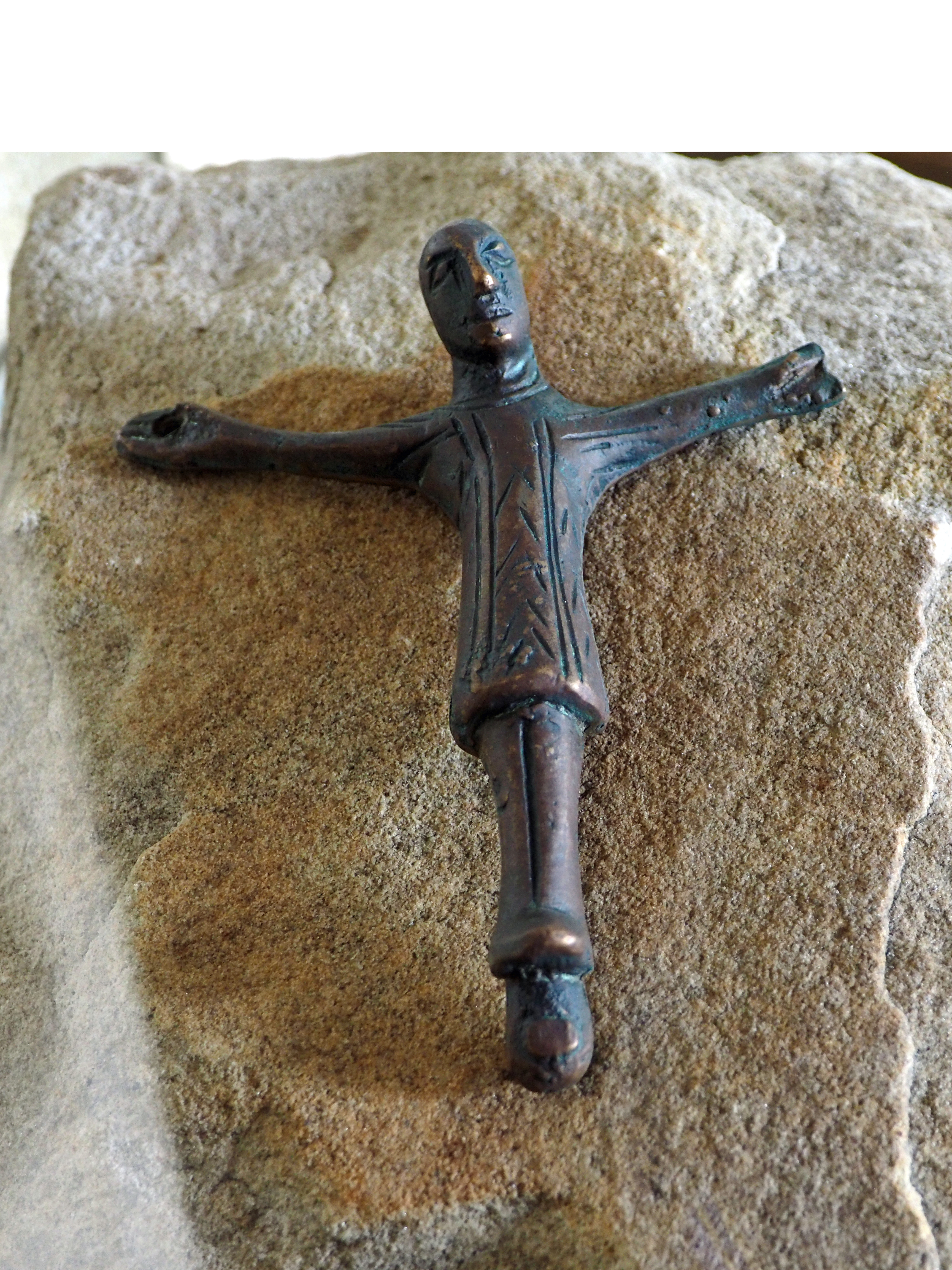
Réplica de un crucifijo de bronce del.

La primera iglesia misionera de madera, probablemente construida c. 850, se incendió en 955 durante las incursiones de los wendos. Aproximadamente en 970, gracias al duque Sajón, Hermann Billung, se construyó una nueva iglesia en el estilo romanesco. El nuevo edificio fue erigido un poco más al sur de la antigua iglesia, como se ha confirmado con trabajos de excavación que revelaron una gruesa capa de madera quemada. Las paredes de los cimientos de este edificio consistía de paredes de piedra seca de un metro de grosor con bloques de limonita cuyo diseño indica que el constructor era neerlandés. La iglesia tenía un antealtar con dimensiones internas de 4,40x5,60 metros y una nave rectangular con un ancho interno de 6,50 metros. El antealtar estaba dividido por una pared de un metro de grosor desde la nave, algo que nunca había sido visto en iglesias antiguas de pueblos.
Esta iglesia también se quemó, probablemente en el siglo XV. Fue reemplazada en 1450 por una iglesia gótica y fue utilizada en esa forma hasta 1956.
Debido a su pobre condición estructural y al creciente número de feligreses, se decidió expandir el edificio significativamente. Inicialmente se había planeado expandir el cuerpo original del edificio extendiendo la nave y los pasillos laterales, pero el techo colapsó durante las obras. Como resultado de ello, se construyó una iglesia completamente nueva en el mismo lugar, para cuya construcción solo se utilizaron las maderas del antiguo techo y el viejo ábside. Los pasillos laterales, cada uno con seis subdivisiones, y la torre, construida en forma de torreta, le dio a la iglesia una apariencia peculiar. De sus seis campanas, la más pequeña y antigua data del period de la pre-reforma (1495). Otra campana, la más grande, es del año 1681, y las cuatro restantes son del año 1949. En el interior de la iglesia, las bóvedas del techo están modeladas según el estilo gótico de su predecesor y los grandes ventanales laterales proveen a la iglesia una gran cantidad de iluminación. Los artículos más antiguos del inventario son la fuente bautismal de madera y un candelabro de madera pintado, ambos del siglo XVIII. El resto de los muebles, el altar, el púlpito, el órgano, y los 26 candelabros de latón que se encuentran alrededor de la nave dan la impresión de ser un arte típico de las iglesias de los años 1950.
Cuando la iglesia fue rediseñada entre los años 1956 y 1969 se descubrieron sus antiguos cimientos. También se encontró un antiguo crucifijo en el que se podía distinguir a Cristo crucificado, de 12 centímetros de longitud y estilo romanesco del siglo X, algo que es sin precedentes en el Lüneburg Heath. Una copia fiel de este valioso crucifijo es exhibida en la esquina de rezos en la parte trasera izquierda de la nave.
El órgano (III+P/34) fue construido en 1963 por la empresa Emil Hammer Orgelbau. Con unos 4.700 feligreses, San Pedro y San Pablo es la parroquia luterana más grande de la comunidad. Pertenece a la Iglesia Estatal Evangélica-Luterana de Hanover.

### Iglesia de la Gran Cruz

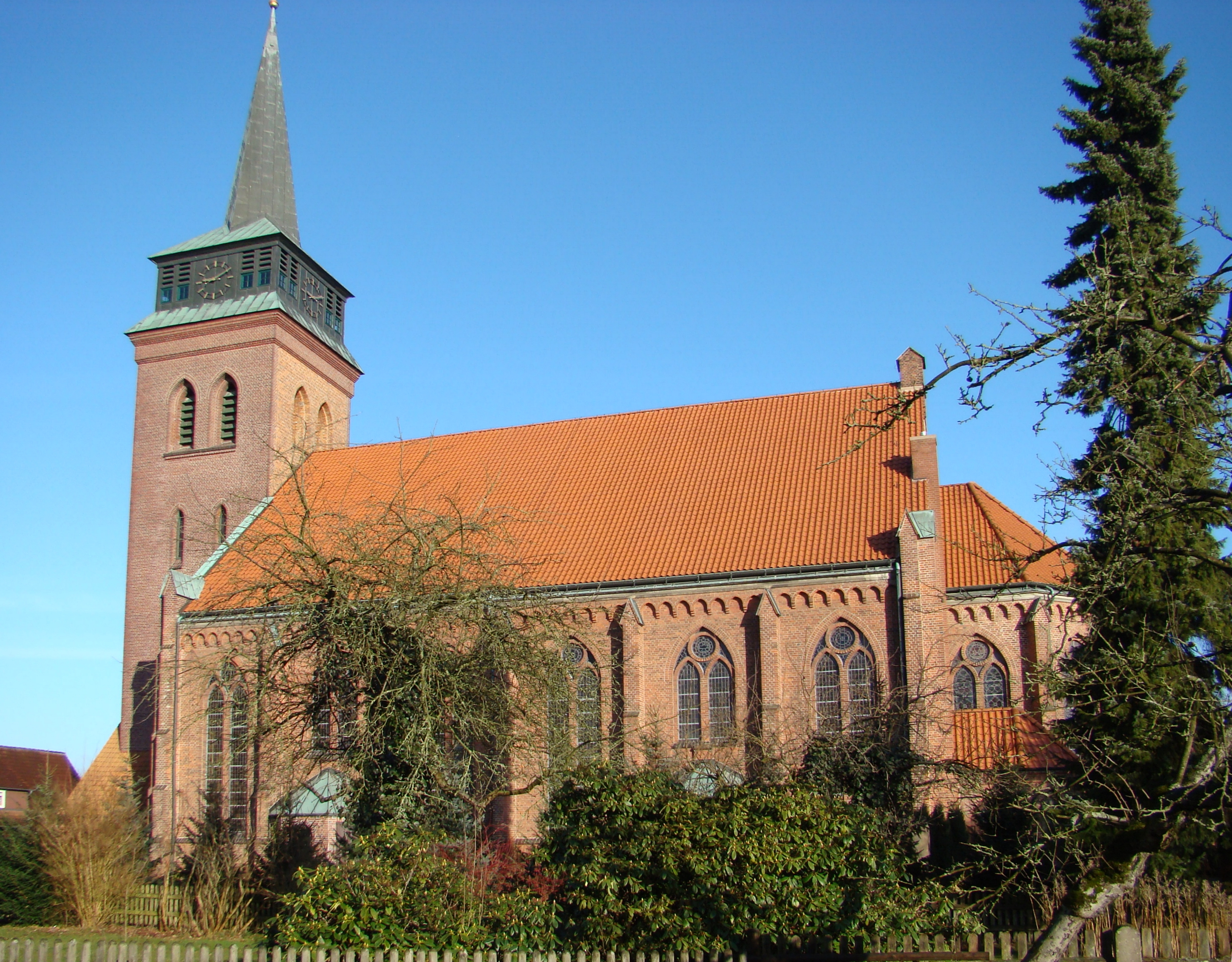
Iglesia de la Gran Cruz

La parroquia Evangélica-Luterana de la Gran Cruz pertenece al distrito eclesiástico (Kirchenbezirk) de Niedersachsen-West de la Iglesia Luterana Evangélica Independiente (SELK) y fue establecida en el siglo XIX. Luego de la derrota de la Casa de Welf en 1866 por los prusianos, el rey de Prusia trató de extender la unión de iglesias prusianas entre protestantes reformados y luteranos también en el Reino de Hanover, sin embargo, al final ambas religiones mantuvieron sus organizaciones separadas. En este caso el estado también intervino en temas del servicio, la doctrina y constitución de la iglesia. Pero en Hermannsburg, el pastor de San Pedro y San Pablo, el pastor Theodor Harms, protestó en contra de esto. Theodor era el hermano de Louis Harms, quien había sido expulsado por la iglesia estatal luterana y se vio obligado a abandonar la parroquia. El 13 de febrero de 1878 un gran número de personas decidieron retirarse de la iglesia estatal y fundaron la parroquia de la Gran Cruz. Se planeó construir una gran iglesia desde un principio para poder contar con suficiente espacio para visitantes durante el festival de la misión. El 28 de septiembre se celebró la conclusión de las obras. La iglesia tiene espacio para unas 1000 personas. No tiene pilares, lo que probablemente la convierte en la nave de madera sin soportes más grande de Europa. La torre de 52 metros de altura es visible a gran distancia. La iglesia es hoy en día un edificio histórico y cuenta con aproximadamente 2200 feligreses que son servidos por dos pastores. La iglesia también tiene un coro numeroso y una banda dirigida por un cantor.
El lema de la parroquia es "Sin cruz no hay corona" ("Ohne Kreuz keine Krone").

### Iglesia de la Pequeña Cruz

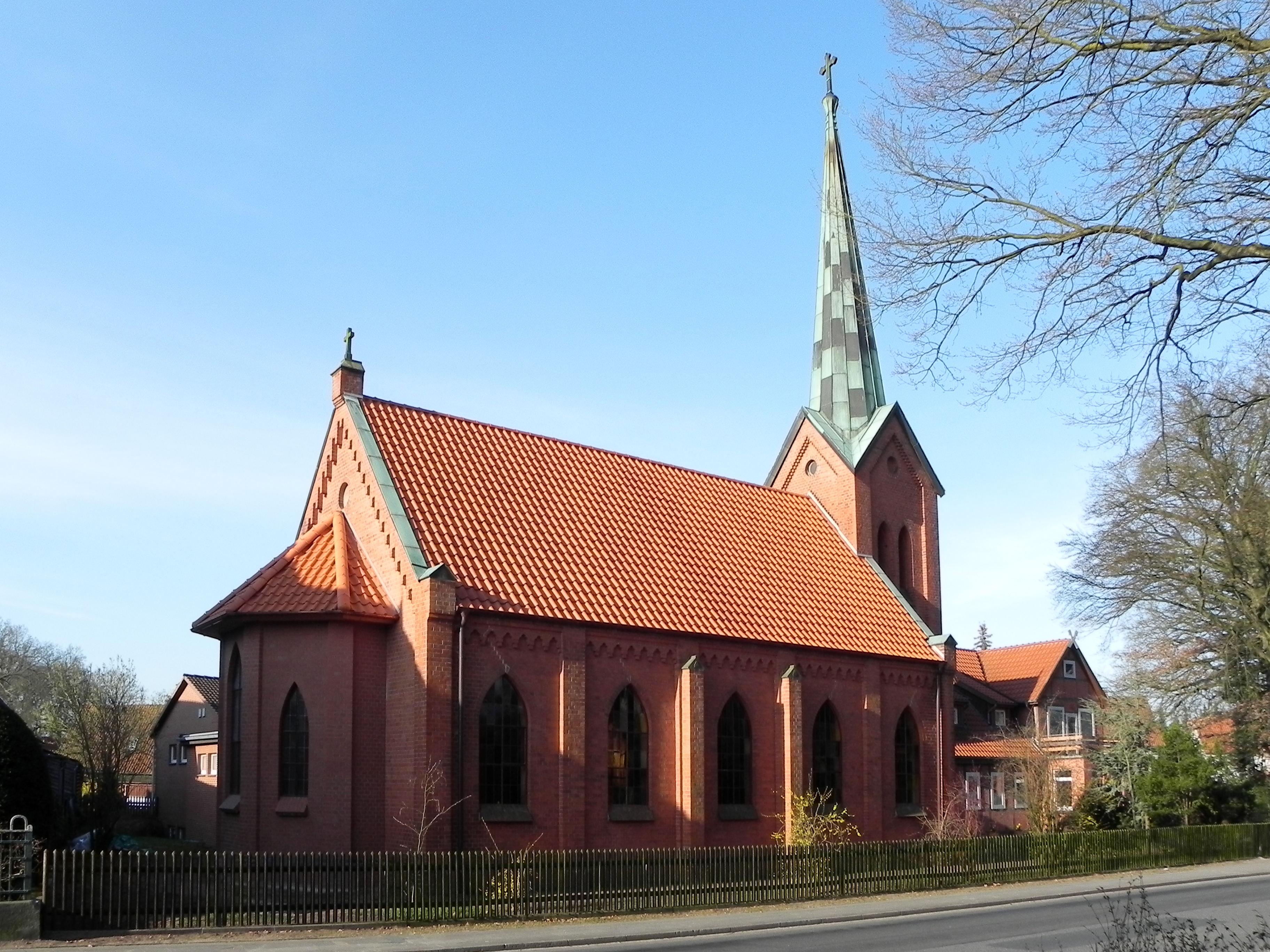
Little Church of the Cross

La parroquia Evangélica-Luterana de la Pequeña Cruz (Kleine Kreuzgemeinde) también pertenece al distrito eclesiástico de Niedersachsen-West en la Iglesia Evangélica Luterana Independiente. El 14 de febrero de 1886 se celebró la primera misa en la parroquia de la Pequeña Cruz. El 16 de abril la parroquia de la Gran Cruz se separó de la , una predecesora de la SELK. Así fue que, por un corto periodo de tiempo, las dos parroquias pertenecieron a diferentes iglesias luteranas. La construcción de la iglesia actual comenzó el 1 de agosto de 1886 y la ceremonia de finalización tuvo lugar el 6 y 7 de octubre de 1886. El 30 de marzo de 1887 la Iglesia de la Pequeña Cruz (Kleine Kreuzkirche) fue consagrada por el Pastor Friederich Wolff. La iglesia tuvo un costo de 15.000 marcos, cuya totalidad fue recaudada con donaciones.
Luego de la fusión de varias iglesias luteranas de confesiones antiguas, las dos iglesias luteranas de la Cruz se unieron al SELK y ayudaron a definir el carácter de Hermannsburg.

## Cultura y deportes

### Teatro
Un residente de Hermannsburg, Robert Brand, inició un grupo de teatro que produce nuevas obras en forma regular. Planea construir un nuevo teatro como parte de su proyecto "Teatro 5 Euros" (Theater 5 Euro). No obstante, su grupo teatral se ha separado. Los actores y actrices se han juntado nuevamente y fundaron su propio grupo: Hermanns Burgtheater.

### Museos

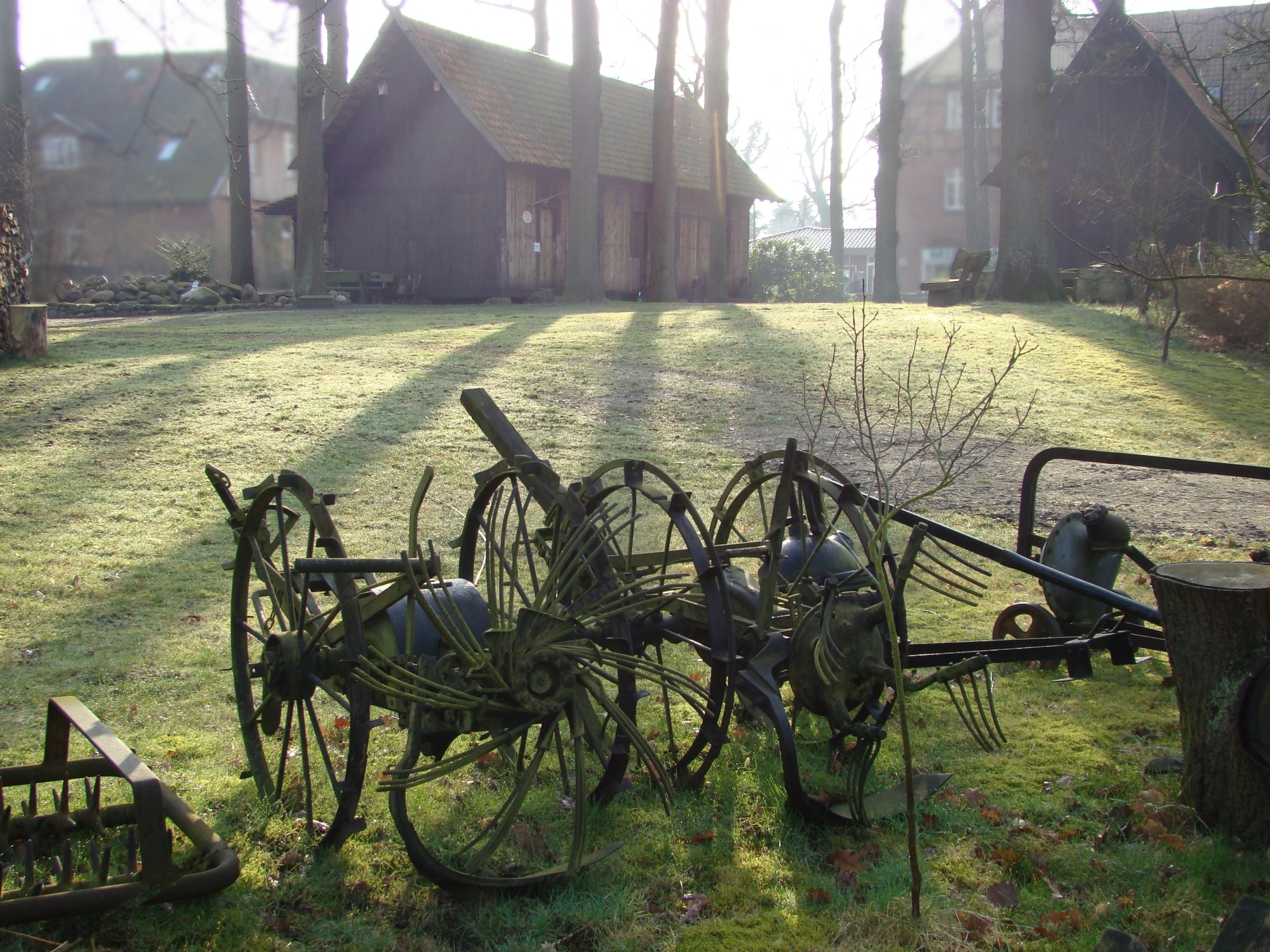
Exterior del Museo de Historia Local.

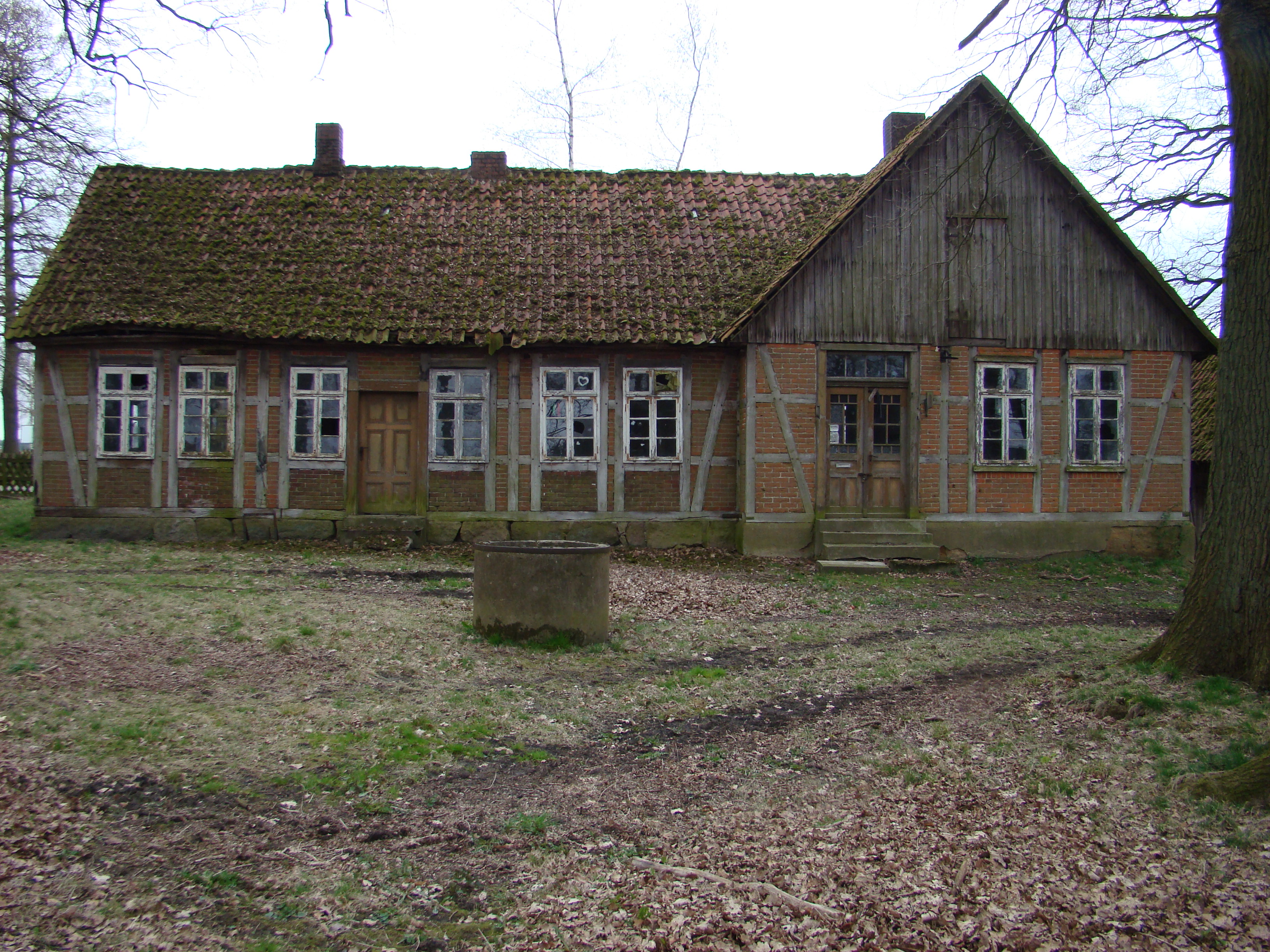
Antigua casa de sirvientes en Baven, hoy en día demolida.

El Museo de Historia Local de Hermannsburg ha sido financiado desde el año 2000 por la Sociedad para la Preservación del Museo de Historia Local de Hermannsburg (Förderkreis Heimatmuseum des Heimatbundes Hermannsburg), la cual fue fundada en respuesta a la amenaza de cierre del museo. El museo tiene una exhibición que cambia cada año. En las tierras del museo se han reconstruido varios objetos históricos: una colmena de abejas Bienenzaun, un horno de piedra histórico (de Diesten), un granero para doble almacenaje de los siglos XVII y XVIII (de Beckedorf), un lugar de encuentro de una aldea con una plaza de piedra y un granero del siglo XVII (de Scheuen). Una antigua casa de sirvientes (Häuslingshaus) de la aldea de Baven fue desmantelada y será reconstruida en las tierras del museo. (Häuslinge son trabajadores de granja a los que se les permitía quedarse en la casa pagando un alquiler bajo, o incluso gratis en algunas ocasiones).
Frente el museo se encuentra la Casa Ludwig Harms, un centro de conferencias con una exhibición, un café, una librería y un "One World Shop". Además de la exhibición permanente llamada "Candance - Misión posible", que proveen información sobre el trabajo actual de la Misión Evangélica Luterana en Baja Sajonia y una visión nostálgica del barco misionero, Candace, existen exhibiciones cambiantes regulares con temas culturales y artísticos.

### Deporte
Hermannsburg tiene baños forestales con una piscina al aire libre y una piscina bajo techo. Desde 2003 la piscina estacional al aire libre ha estado cerrada debido a su alto costo de mantenimiento. También hay canchas de tenis, fútbol y una pista de motocross.

### Clubes y asociaciones
Hermannsburg tiene unos 60 clubes y asociaciones registradas. Entre ellas existen varias de más de 100 años, tales como el coro de voces masculinas (fundado en 1888), el Servicio de Bomberos Voluntarios (1893) y TuS Hermannsburg.

## Eventos regulares

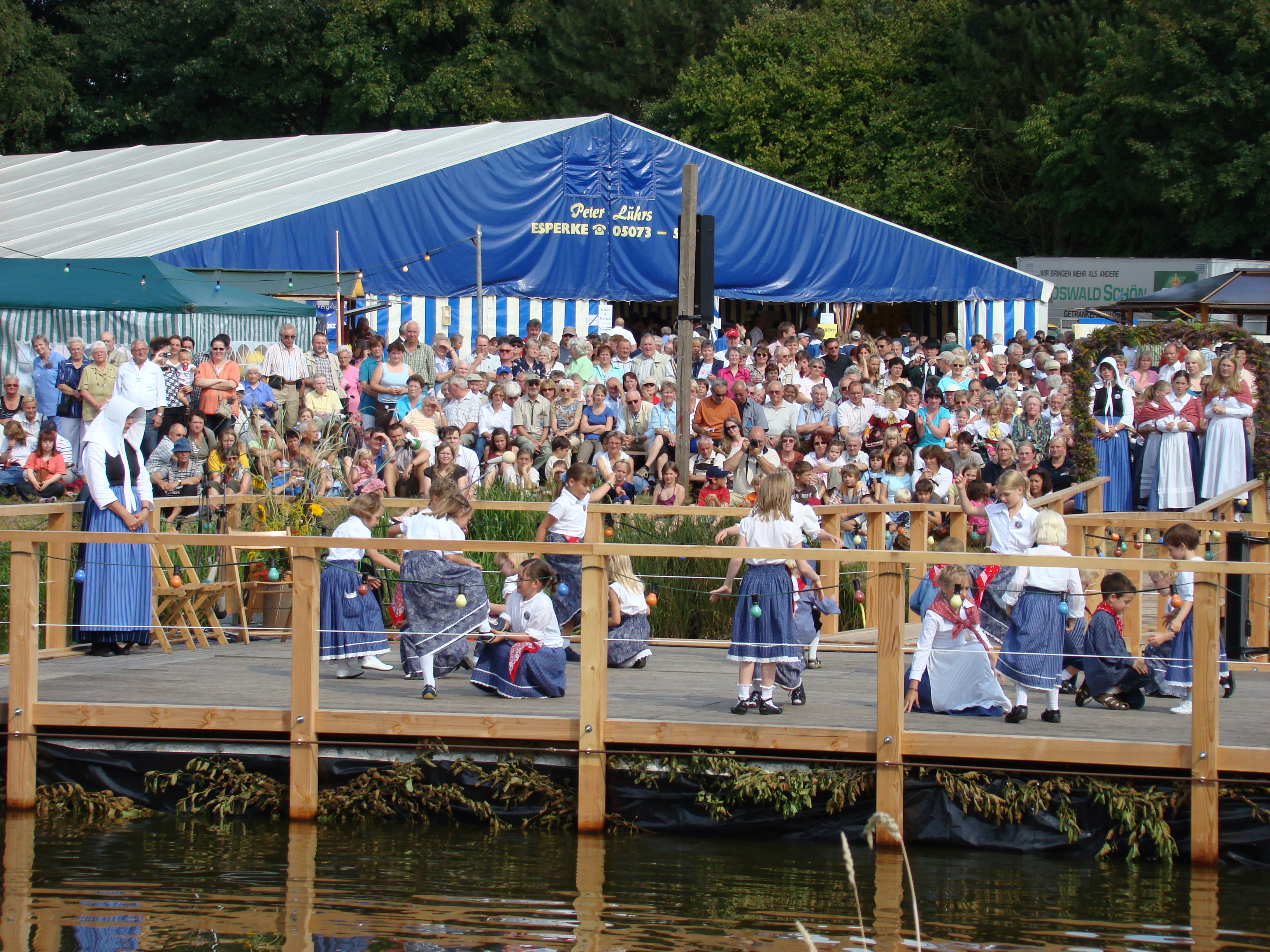
Grupo de niños en el escenario acuático en el Trachtenfest de 2008

Cada tres años se celebra en agosto el Trachtenfest Internacional en Hermannsburg.
Desde el año 1851 la Misión de Hermannsburg ha celebrado el tradicional festival de la Misión de Hermannsburg cada verano con invitados de sus iglesias hermanas y madres.
El Schützenfest de Hermannsburg tiene lugar regularmente el primer fin de semana de agosto.

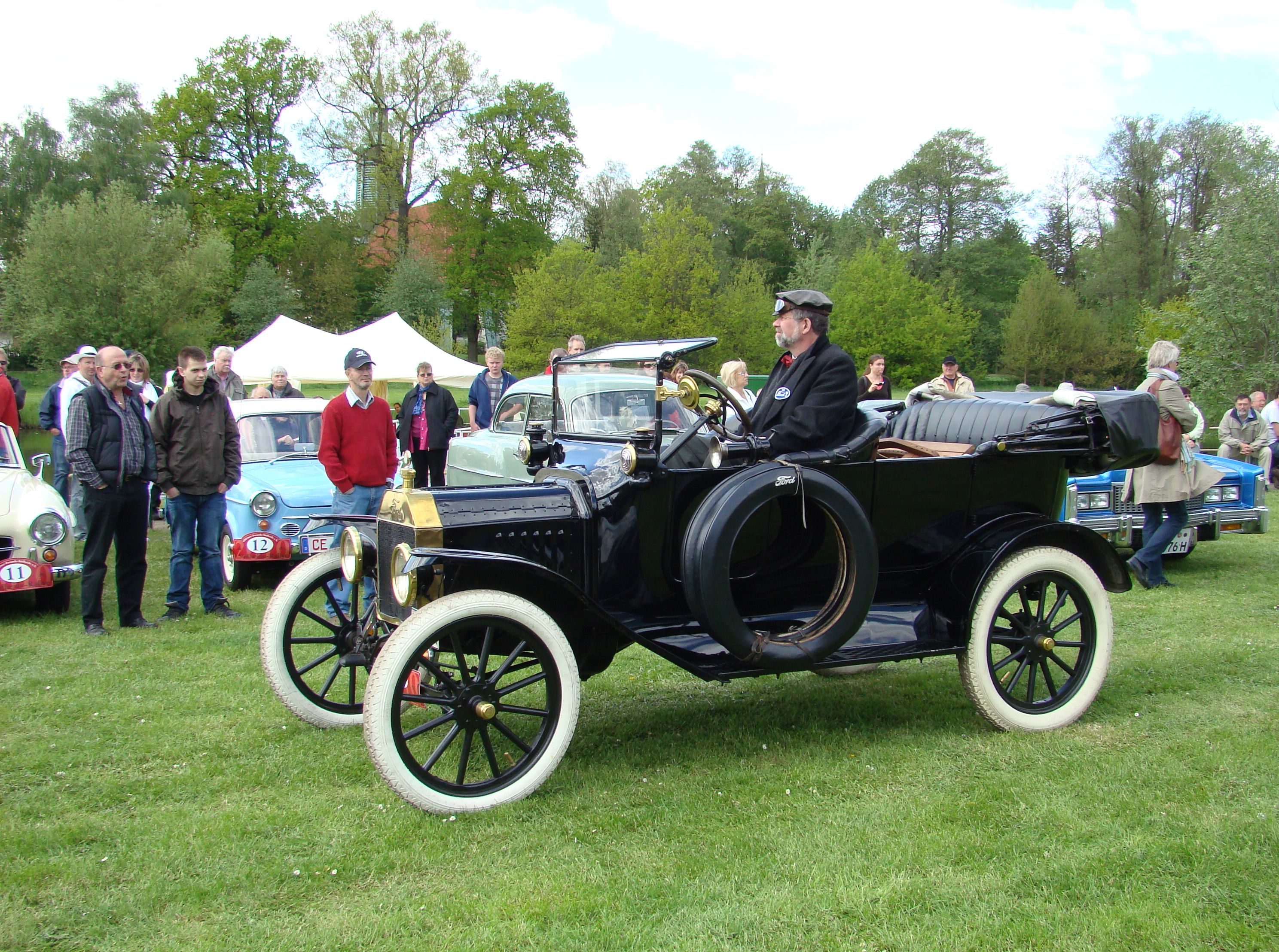
Un Modelo T de Ford en el rally de autos veteranos de 2010

Cada año, a principios de mayo, tiene lugar el Rally de Autos Veteranos de Hermannsburg (Hermannsburger Oldtimertreffen) en el Parque Örtze. Es realizado junto al Día Internacional del Museo.
El Día de Carrera y Caminata de Südhei de (Volkslauf und -Wandertag) es organizado cada primavera (abril/mayo)  por el TuS Hermannsburg. Su campeonato de balonmano juvenil tiene lugar a principios del verano (junio/julio). Cada verano hay un concierto temático por parte de los niños y profesores de la Escuela Cristiana de Gramática en el salón de la misma escuela.

### Torneo de Caballeros
En la última semana de mayo el Örtze-Ring y el Ritterbund Hartmann von Aue preraran un gran torneo medieval. Más de 300 recreadores y casi 30 jinetes del periodo medieval participan en el evento. Las sociedades de caballeros medievales participan en los torneos históricos de caballeros en el Parque Örtze. Se instalan unas 100 tiendas, un mercado medieval, una arena de justas con grandes graderías. Incluso hay un torneo de tiro con arco, un torneo de escuderos, demostraciones de peleas con espadas y un torneo de caballeros. en 2009 el torneo tuvo lugar por quinta vez consecutiva en Hermannsburg. Las sociedades de caballeros compiten por el Trofeo de Caballeros Alemanes de Hermannsburg.

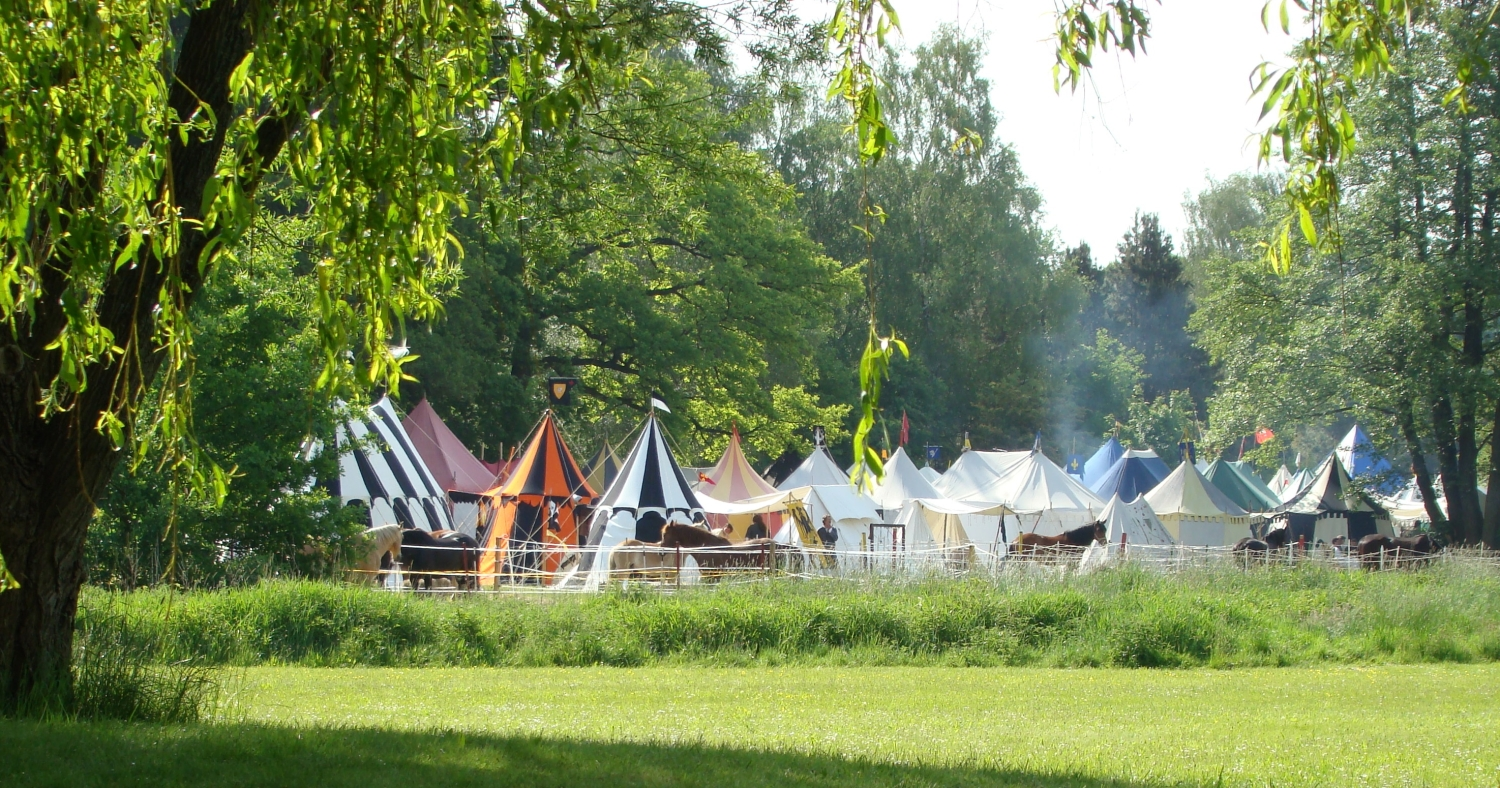
Campamento del torneo de caballeros de Örtze en el Parque Örtze
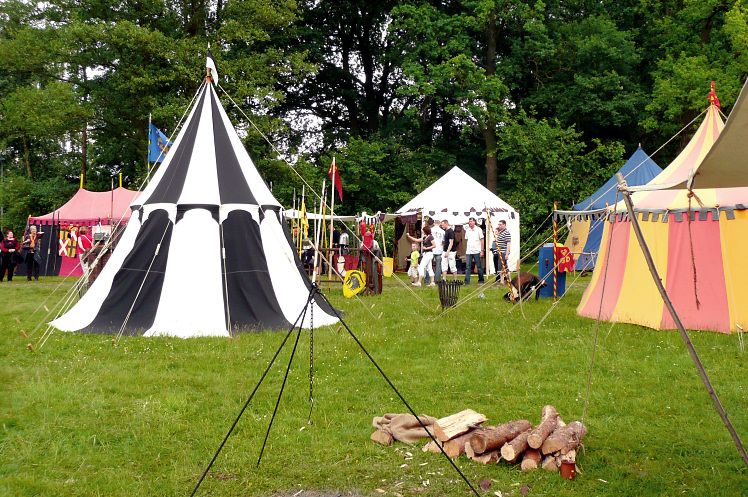
Dentro del campamento
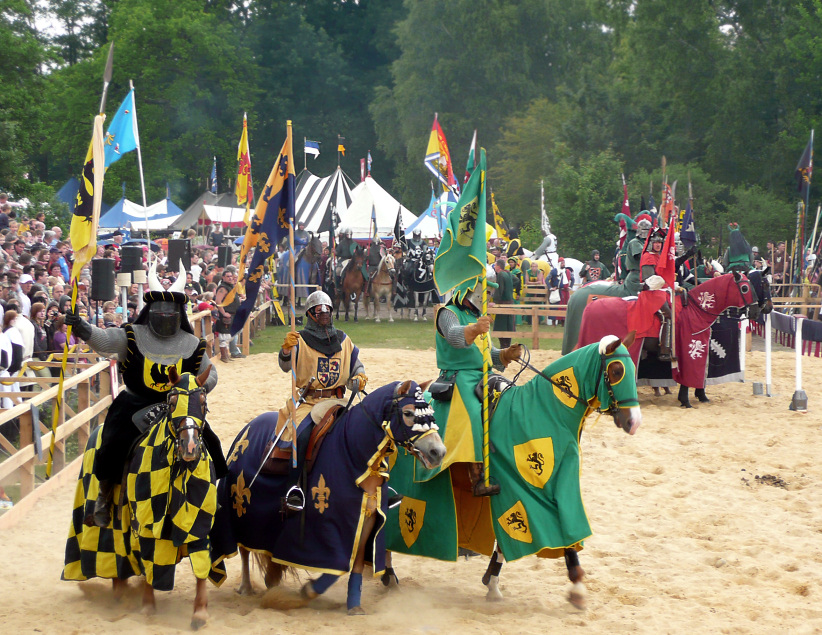
Justas
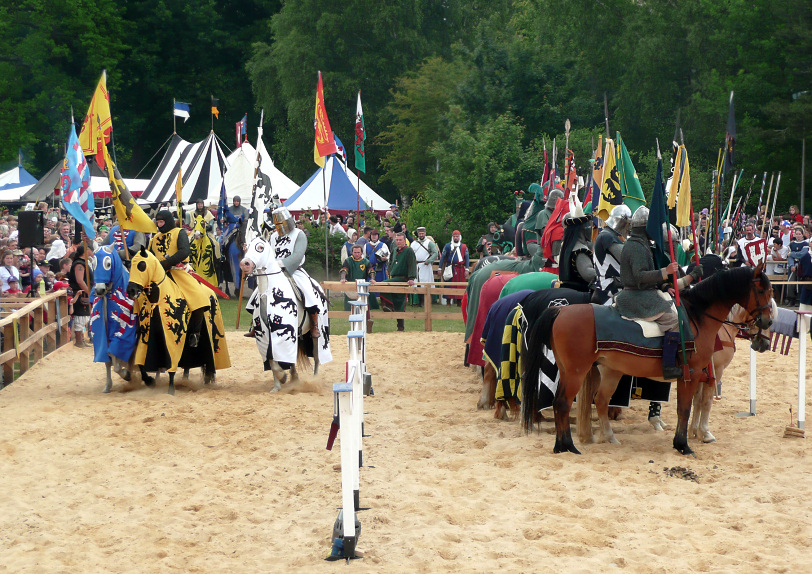
Desfile de los caballeros